# Tim Merlier
Tim Merlier (Kortrijk, 30 oktober 1992) is een Belgische veldrijder en wegwielrenner. Sinds 2023 komt hij uit voor het Belgische World Tour team Soudal Quick-step.

## Carrière
Merlier werd in 2010 Belgisch kampioen veldrijden bij de junioren door op de omloop in Oostmalle topfavoriet Laurens Sweeck achter te laten in de laatste ronde.
Op 1 januari 2011 maakte hij de overstap naar Sunweb-Revor. Vervolgens reed hij nog voor de ploegen Vastgoedservice-Golden Palace Cycling Team en Crelan-Vastgoedservice.
Op 30 juni 2019 werd hij Belgisch kampioen op de weg door de massasprint te winnen. In 2022 won hij het BK andermaal.
In 2021 maakte hij zijn debuut in een grote ronde. Op 9 mei won hij meteen de massasprint in de tweede rit van de Ronde van Italië; op 28 juni volgde een etappezege in de Ronde van Frankrijk.  
Op 15 september 2024 werd Merlier Europees kampioen op de weg. Hij won de wedstrijd in het Belgische Limburg in een massasprint, ondanks dat de ketting van zijn fiets er af lag op 300 meter van de eindstreep.
Merlier heeft een relatie met Cameron Vandenbroucke, dochter van voormalig wielrenner Frank Vandenbroucke. Samen kregen ze een zoon op 1 februari 2023.

## Erelijst

### Wegwielrennen
2016 - 1 zege
Grote Prijs Stad Zottegem
2018 - 2 zeges
3e en 5e etappe Ronde van Denemarken
Puntenklassement Ronde van Denemarken
2019 - 6 zeges
Elfstedenronde
 Belgisch kampioenschap, wegwedstrijd
Proloog, 1e en 4e etappe Ronde van de Elzas
Puntenklassement Ronde van de Elzas
5e etappe Ronde van Denemarken
2020 - 3 zeges
4e etappe Ronde van Antalya
Brussels Cycling Classic
6e etappe Tirreno-Adriatico
2021 - 9 zeges
Le Samyn
Grote Prijs Jean-Pierre Monseré
Bredene Koksijde Classic
2e etappe Ronde van Italië
Ronde van Limburg
Elfstedenronde
3e etappe Ronde van Frankrijk
1e en 4e etappe Benelux Tour
2022 - 5 zeges
2e etappe Tirreno-Adriatico
Nokere Koerse
Classic Brugge-De Panne
 Belgisch kampioenschap, wegwedstrijd
Memorial Rik Van Steenbergen
2023 - 12 zeges
1e etappe Ronde van Oman
1e, 2e (TTT) en 6e etappe Ronde van de Verenigde Arabische Emiraten
Puntenklassement Ronde van de Verenigde Arabische Emiraten
1e etappe Parijs-Nice
Nokere Koerse
6e etappe Vierdaagse van Duinkerke
1e en 7e etappe Ronde van Polen
GP Fourmies
2e en 4e etappe Ronde van Slowakije
Puntenklassement Ronde van Slowakije
2024 - 17 zeges
3e en 4e etappe AlUla Tour
Puntenklassement AlUla Tour
1e, 4e en 6e etappe Ronde van de Verenigde Arabische Emiraten
Puntenklassement Ronde van de Verenigde Arabische Emiraten
Nokere Koerse
Scheldeprijs
3e, 18e etappe en 21e Ronde van Italië
Ridderronde Maastricht
2e en 5e etappe Ronde van België
5e etappe Ronde van Polen
 Europees kampioen op de weg, elite
Kampioenschap van Vlaanderen
Gooikse Pijl
2025 - 12 zeges
1e en 3e etappe AlUla Tour
5e en 6e etappe Ronde van de Verenigde Arabische Emiraten
1e en 2e etappe Parijs-Nice
Scheldeprijs
Brussels Cycling Classic
1e en 5e etappe Ronde van België
3e en 9e etappe Ronde van Frankrijk
Totaal: 66 zeges (waarvan 62 UCI-overwinningen)

#### Resultaten in voornaamste wedstrijden
| Jaar | Ronde van Italië | Ronde van Frankrijk | Ronde van Spanje |
| ---- | ---------------- | ------------------- | ---------------- |
| 2019 |                  |                     |                  |
| 2020 |                  |                     |                  |
| 2021 | opgave (1)       | opgave (1)          |                  |
| 2022 |                  |                     | 132e             |
| 2023 |                  |                     |                  |
| 2024 | 138e (3)         |                     |                  |
| 2025 |                  | 148e (2)            |                  |

| Jaar | Gent-Wevelgem | Ronde van Vlaanderen | Parijs-Roubaix | Scheldeprijs | Dwars door Vlaanderen | Nokere Koerse |  | Wereldranglijsten |
| ---- | ------------- | -------------------- | -------------- | ------------ | --------------------- | ------------- |  | ----------------- |
| 2019 |               |                      |                |              |                       |               |  | 111e (UWR)        |
| 2020 | 27e           |                      |                | 4e           |                       |               |  | 50e (UWR)         |
| 2021 | 34e           |                      | 48e            | 68e          | ↑                     |               |  | 19e (UWR)         |
| 2022 | 6e            |                      | 40e            | 9e           |                       | ↑             |  | 27e (UWR)         |
| 2023 | 14e           | 43e                  | 23e            |              | opgave                | ↑             |  | 73e (UWR)         |
| 2024 | 8e            | 65e                  | opgave         | ↑            |                       | ↑             |  | 16e (UWR)         |
| 2025 | ↑             |                      | 36e            | ↑            | 53e                   |               |  |                   |

#### Resultaten in kleinere rondes
| Jaar | Ronde van de VAE | Tirreno-Adriatico | Parijs-Nice | Ronde van Zwitserland | Ronde van Polen | Renewi Tour |
| ---- | ---------------- | ----------------- | ----------- | --------------------- | --------------- | ----------- |
| 2017 |                  |                   |             |                       |                 | 103e        |
| 2018 |                  |                   |             |                       |                 |             |
| 2019 |                  |                   |             |                       |                 |             |
| 2020 |                  | 147e (1)          |             |                       |                 | 27e         |
| 2021 |                  | 115e              |             |                       |                 | 60e (2)     |
| 2022 |                  | 114e (1)          |             |                       |                 |             |
| 2023 | 96e (2)          |                   | opgave (1)  | 102e                  | 112e (2)        | 64e         |
| 2024 | 102e (3)         | opgave            |             |                       | 112e (1)        | opgave      |
| 2025 | 79e (2)          |                   | opgave (2)  |                       |                 |             |

(*) tussen haakjes het aantal individuele etappe-overwinningen

### Veldrijden
Overwinningen
| Seizoen   | Wereldbeker | Superprestige | Trofee veldrijden | WK  | EK  | BK  | Overige          | Totaal aantal zeges |
| --------- | ----------- | ------------- | ----------------- | --- | --- | --- | ---------------- | ------------------- |
| 2014-2015 |             |               |                   | DNS | NVT | 7e  | Illnau, Mannheim | 2                   |
| 2015-2016 |             |               |                   | 26e | 10e | 8e  |                  | 0                   |
| 2016-2017 |             |               |                   | 12e | DNF | 4e  |                  | 0                   |
| 2017-2018 |             |               |                   | 7e  | 13e | 7e  |                  | 0                   |
| 2018-2019 |             |               |                   | 11e | 11e | DNF |                  | 0                   |
| 2019-2020 |             |               |                   | 8e  | 10e | 4e  |                  | 0                   |
| 2020-2021 |             |               |                   | 17e | DNS | 5e  |                  | 0                   |
| 2021-2022 |             |               |                   | DNS | DNS | 11e |                  | 0                   |
| 2022-2023 |             |               |                   | DNS | DNS | DNS | Zonnebeke        | 1                   |
| Totaal    | 0           | 0             | 0                 | 0   | 0   | 0   | 3                | 3                   |

Resultatentabel
| Seizoen   | Aantal zeges    | Regenboogtrui | Europeese kampioenstrui | Belgische kampioenstrui | WB  | SP  | X²O | UCI  |
| --------- | --------------- | ------------- | ----------------------- | ----------------------- | --- | --- | --- | ---- |
| 2014–2015 | 2 overwinningen | DNS           | NVT                     | 7e                      | 14e | 19e | 18e | 25e  |
| 2015–2016 | 0 overwinningen | 26e           | 10e                     | 8e                      | 11e | 10e | 8e  | 19e  |
| 2016–2017 | 0 overwinningen | 12e           | DNF                     | 4e                      | 7e  | 11e | 9e  | 14e  |
| 2017–2018 | 0 overwinningen | 7e            | 13e                     | 7e                      | 8e  | 7e  | 9e  | 8e   |
| 2018–2019 | 0 overwinningen | 11e           | 11e                     | DNF                     | 11e | 20e | 16e | 19e  |
| 2019–2020 | 0 overwinningen | 8e            | 10e                     | 4e                      | 15e | 9e  | 6e  | 11e  |
| 2020–2021 | 0 overwinningen | 17e           | DNS                     | 5e                      | 17e | 37e | 38e | 26e  |
| 2021–2022 | 0 overwinningen | DNS           | DNS                     | 11e                     | 38e | 26e | 24e | 90e  |
| 2022–2023 | 1 overwinning   | DNS           | DNS                     | DNS                     | 68e | DNS | 27e | 117e |
|           |                 |               |                         |                         |     |     |     |      |
| Totaal    | 3 overwinningen | 0             | 0                       | 0                       | 0   | 0   | 0   | 0    |

### Gravel
- 2023:  BK Gravel
- 2025:  BK Gravel

## Jeugd
Belgisch kampioen veldrijden:  2010 (junioren)

## Ploegen
- 2011 –  Sunweb-Revor
- 2012 –  Sunweb-Revor
- 2013 –  Sunweb-Napoleon Games Cycling Team
- 2014 –  Sunweb-Napoleon Games Cycling Team
- 2015 –  Sunweb-Napoleon Games Cycling Team (tot 10 juni)
- 2015 –  Vastgoedservice-Golden Palace Continental Team (vanaf 11 juni)
- 2016 –  Crelan-Vastgoedservice Continental Team
- 2017 –  Veranda's Willems-Crelan
- 2018 –  Veranda's Willems-Crelan
- 2019 –  Pauwels Sauzen-Vastgoedservice Continental Team (tot 15 mei)
- 2019 –  Corendon-Circus (vanaf 16 mei)
- 2020 –  Alpecin-Fenix
- 2021 –  Alpecin-Fenix
- 2022 –  Alpecin-Fenix
- 2023 –  Soudal-Quick Step
- 2024 –  Soudal-Quick Step
- 2025 –  Soudal Quick-Step

Aernouts · Beelen · Boden · Bossuyt · Braet · De Clercq · Eeckhout · Eising · Merlier · Pauwels · Polnický · Vanthourenhout · Vantornout · Zlámalík
Aernouts · Beelen · Boden · Bossuyt · Braet · Eising · Hník · Merlier · Pauwels · Vantornout
Aernouts · Braet · Eising · B.Merlier · T.Merlier · Pauwels · van Tichelt · Vantornout · Vermeersch · Wouters
Aernouts · Braet · Cornu · T.Merlier · Pauwels · van Tichelt · D.Vanthourenhout · M.Vanthourenhout · Vantornout · Vermeersch · Degroote (stagiair)
Bille · Cordeel · De Bondt · Devolder · Dupont · Duijn · Godrie · Goolaerts · Jaspers · Kruopis · Merlier · Prémont · van Aert · Van Breussegem · Van Zummeren · Vergaerde · Livyns (stagiair) · Teugels (stagiair)
De Bie · De Bondt · De Witte · Devolder · Duijn · Godrie · Goolaerts · Kruopis · Leysen · Livyns · Merlier · Steels · Tanner · van Aert · Van Breussegem · Waeytens
Cortjens · De Bondt · Dekker · del Carmen Alvarado · Devolder · Eibl · Fagerhaug · Hansen · Jans · Janssens · Meeusen · Meisen · Merlier · Rickaert · Rouiller · Stallaert · Tulett · Turner · D. van der Poel · M. van der Poel · Vandeputte · van Trijp · Vergaerde · Vermeersch · Walsleben · Benoist (stagiair) · Clé (stagiair)
Anderson · Bayer · De Bondt · del Carmen Alvarado · De Tier · De Vreese · Dillier · Eibl · Jans · Janssens · Krieger · Leysen · Meisen · Merlier · Meurisse · Modolo · Philipsen · Pieterse · Planckaert · Richardson · Rickaert · Riesebeek · Sbaragli · Sweeck · Taminiaux · Thwaites · Tulett · Vakoč · D. van der Poel · M. van der Poel · Vergaerde · Vermeersch · Vervaeke · Vine · Walsleben
Anderson · Ballerstedt · Bax · Bayer · De Bondt · De Tier · Dillier · Gaze · Gogl · Janssens · Krieger · Leysen · Mareczko · Merlier · Meurisse · Oldani · Philipsen · Planckaert · Rickaert · Riesebeek · Sbaragli · Stannard · Taminiaux · Thwaites · Van Den Bossche · D. van der Poel · M. van der Poel · Van Keirsbulck · Vermeersch · Vermote · Vine
Alaphilippe · Asgreen · Bagioli · Ballerini · Cattaneo · Cavagna · Černý · Declercq · Devenyns · Evenepoel    · Hirt · Jakobsen  · Knox · Lampaert · Masnada · Merlier · Mørkøv · Pedersen · Schmid · Sénéchal · Serry · Steimle · Svrček · Van Lerberghe · Van Tricht · Van Wilder · Vansevenant · Vernon · Vervaeke
Alaphilippe · Asgreen · Bastiaens · Cattaneo · Černý · Evenepoel      · Gelders · Hirt · Huby · Knox · Lampaert · Lamperti · Landa · Lecerf · Magnier · Masnada · Merlier · Moscon · Pedersen · Reinderink · Serry · Svrček · Van Lerberghe · Van Wilder · Vangheluwe · Vansevenant · Vervaeke · Warlop